# Кенси (Колорадо)
Кенси (енгл. Kersey) град је у америчкој савезној држави Колорадо.

## Демографија
По попису из 2010. године број становника је 1.454, што је 65 (4,7%) становника више него 2000. године.
| Група             | 2000.         | 2010.         |
| Белци             | 1.074 (77,3%) | 1.028 (70,7%) |
| Афроамериканци    | 1 (0,1%)      | 0 (0,0%)      |
| Азијати           | 11 (0,8%)     | 3 (0,2%)      |
| Хиспаноамериканци | 278 (20,0%)   | 398 (27,4%)   |
| Укупно            | 1.389         | 1.454         |